# 约翰三世 (尼西亚帝国)
约翰三世·杜卡斯·瓦塔泽斯（希臘語：Ιωάννης Γ΄ Δούκας Βατάτζης；1192年—1254年11月3日）是尼西亞帝國拉斯卡里斯王朝第二位皇帝，狄奧多爾一世之女婿。于1222年狄奧多爾去世时登基。1230年被保加利亚击败于色雷斯。但他在位时期，尼西亚帝国攻入巴尔干，给拉丁帝国形成了不利。到1254年他逝世时，拉丁帝国几乎被尼西亚帝国包圍。约翰三世去世后被正教会封圣，每年纪念他的日子为儒略历（包括儒略改革历）11月4日。

## 生平
约翰·杜卡斯·瓦塔泽斯约1192年生于季季莫蒂霍，可能是1194年战死的将领巴西尔·瓦塔泽斯与其妻子（伊萨克二世与阿莱克修斯三世的表亲）之子。他有两个长兄，大哥为伊萨克·杜卡斯·瓦塔泽斯（1188-1261年），其子约翰英年早逝，不过与优多基娅·安格丽娜结婚，生了狄奥多拉·杜卡伊娜·瓦塔泽娜，日后嫁给了米海尔八世；二哥的名字未知，其女儿嫁给了“首席衣橱负责人（πρωτοβεστιάριος）”阿莱克修斯·拉乌尔。

## 引用
1. ↑  Edward Gibbon <羅馬帝國衰亡史>(六) P177起
2. ↑  Polemis 1968，第107頁.
3. ↑  Varzos 1984，第855–856 (note 20)頁.
4. ↑  Varzos 1984，第852–854頁.
5. ↑  Varzos 1984，第855–857頁.
6. ↑  Polemis 1968，第107–109頁.